# 開幕宣言
『開幕宣言』（かいまくせんげん）は、2021年4月28日にユニバーサルシグマから発売された、日本のロックバンドNovelbrightのメジャー1作目、累計2作目のフル・アルバム。

## 概要
前作『WONDERLAND』から約11ヶ月振り、メジャーデビュー後初のアルバムである。2021年4月28日のアルバムリリースに先駆けて、4月25日24時からアルバムの先行配信が開始された。
メジャーデビューシングル「Sunny drop」や、テレビ東京系テレビドラマ『共演NG』主題歌「あなたを求めただけなのに」などのタイアップシングル曲を含む13曲が収録されている。また、アルバム収録曲のうち、フジテレビ系情報番組『めざましどようび』のテーマソングとして書き下ろした「ハミングバード」が2021年4月9日に先行配信リリースされたほか、表題曲である「開幕宣言」が日本テレビ系情報番組『スッキリ』の全国高校生ダンス部応援企画「ダンス ONE プロジェクト’22」のテーマ曲に起用された。
ジャケットには遊園地のエントランスが描かれており、遊園地のようなエンタテインメント性を持った楽曲を楽しんでもらいたいという想いが込められたものとなっており、円形ドームの建造物は、遠くない未来でドーム公演を実現したいというメンバーの決意を象徴するものとなっている。

## ミュージック・ビデオ
開幕宣言
監督：瀬里義治
フルオーケストラを従えたバンド演奏で構成されている
Sunny drop
監督：Daisuke 'NINO' Ninomiya
神尾楓珠と井桁弘恵が出演する天気と空がテーマとなっている。楽曲配信開始日の21時に、YouTubeにてプレミア公開された。
ツキミソウ

PANDORA
監督：Cinemato Grapher (Editor:ill.pics)
スピード感のあるバンド演奏シーンと“変身”を裏テーマにしたドラマパートで構成されており、ドラマには「どんな人も自信ひとつで新しい自分に生まれ変われる」というメッセージが込められている。
あなたを求めただけなのに
監督：Hatsuki Yokoo
Novelbrightのパフォーマンスと男女2人のコンテンポラリーダンスにより、楽曲の世界観を表現した作品となっている。
フェアリーテール
バレエの道を⽬指す2人の学生が登場するストーリーと、これからの季節を彷彿とさせるバンドの演奏シーンが展開されている。
愛結び
監督：Yuho Ishibashi
生駒里奈と柾木玲弥が出演しており、生駒がウエディングドレスを着用し結婚式場で愛を誓う映像となっている。
ハミングバード
監督：Yuho Ishibashi
松井愛莉と井上祐貴が出演しており、歌詞の世界観に沿った日常を表したストーリー仕立ての映像となっている。

## 収録内容
| #         | タイトル                     | 作詞                   | 作曲               | 編曲               | 時間  |
| --------- | ---------------------------- | ---------------------- | ------------------ | ------------------ | ----- |
| 1.        | 「El Dorado」                |                        | 沖聡次郎           | 高橋哲也           | 1:40  |
| 2.        | 「開幕宣言」                 | 竹中雄大               | 竹中雄大・沖聡次郎 | 高橋哲也・大西省吾 | 4:39  |
| 3.        | 「Sunny drop」               | 竹中雄大               | 竹中雄大・沖聡次郎 | 亀田誠治           | 4:03  |
| 4.        | 「青春旗」                   | 竹中雄大               | 竹中雄大・沖聡次郎 | Novelbright        | 4:14  |
| 5.        | 「ツキミソウ」               | 竹中雄大               | 竹中雄大・沖聡次郎 | Novelbright        | 5:12  |
| 6.        | 「Friends for life」         | 竹中雄大・Lauren Kaori | 竹中雄大・沖聡次郎 | Novelbright        | 3:41  |
| 7.        | 「さよならインベーダー」     | 竹中雄大               | 竹中雄大・山田海斗 | Novelbright        | 3:38  |
| 8.        | 「PANDORA」                  | 山田海斗               | 竹中雄大・山田海斗 | 大島こうすけ       | 3:57  |
| 9.        | 「あなたを求めただけなのに」 | 竹中雄大               | 竹中雄大・山田海斗 | 村山☆潤            | 4:31  |
| 10.       | 「bedroom」                  | 山田海斗               | 竹中雄大・沖聡次郎 | Novelbright        | 4:49  |
| 11.       | 「フェアリーテール」         | 山田海斗               | 竹中雄大・沖聡次郎 | Novelbright        | 3:43  |
| 12.       | 「愛結び」                   | 竹中雄大               | 竹中雄大・沖聡次郎 | 成瀬篤志           | 5:17  |
| 13.       | 「ハミングバード」           | 竹中雄大               | 竹中雄大・沖聡次郎 | 高橋哲也・大西省吾 | 4:41  |
| 合計時間: | 合計時間:                    | 合計時間:              | 合計時間:          | 合計時間:          | 54:05 |

| #   | タイトル               | 作詞 | 作曲・編曲 |
| --- | ---------------------- | ---- | ---------- |
| 1.  | 「Sunny drop」         |      |            |
| 2.  | 「ランナーズハイ」     |      |            |
| 3.  | 「Count on me」        |      |            |
| 4.  | 「おはようワールド」   |      |            |
| 5.  | 「君色ノート」         |      |            |
| 6.  | 「また明日」           |      |            |
| 7.  | 「夢花火」             |      |            |
| 8.  | 「Walking with you」   |      |            |
| 9.  | 「Morning Light」      |      |            |
| 10. | 「時を刻む詩」         |      |            |
| 11. | 「拝啓、親愛なる君へ」 |      |            |

## サポート演奏
- 佐々木貴之：Acoustic Guitar (#5)
- 皆川真人、成瀬篤志：Piano
- 大島こうすけ：Keyboards & Programming (#8)

## 楽曲解説
Sunny drop
コカ・コーラゼロシュガー CMソング
Novelbrightのメジャーデビュー曲となった配信限定シングルである。
メジャーデビュー後の2020年8月22日にTBS系『CDTVライブ!ライブ!』に出演し、「Sunny drop」をテレビで初披露した。その後、2020年9月4日にテレビ朝日系『ミュージックステーション』に、2020年9月30日にはテレビ東京系『テレ東音楽祭』に出演した。
青春旗
『がんばろう、NIPPONのDRIVERS』出光昭和シェル 出光篇 Web CMソング
ツキミソウ
フジテレビ系『とくダネ!』2月度お天気コーナーMONTHLY SONG
PANDORA
AXE コラボCMソング
あなたを求めただけなのに
テレビ東京系テレビドラマ『共演NG』主題歌
フェアリーテール
スマートフォン向け映像配信アプリ『smash.』CMソング
ハミングバード
フジテレビ系『めざましどようび』テーマソング